# Dilnozaxon Kattaxonova
Dilnozaxon Kattaxonova (nacida el 2 de julio de 1991) es una política uzbeka que se desempeña como Primera Subdirectora de la Agencia de Asuntos Juveniles de Uzbekistán desde 2020. Anteriormente, Kattaxonova trabajó como Presidenta de la organización infantil Kamalak, que es la mayor unión de estudiantes escolares (2018-2020). En junio de 2021, Kattaxonova fue galardonada con el premio estatal "Do‘stlik" por el Presidente de Uzbekistán. También posee el título de Doctora en Filosofía en Ciencias Políticas.

## Carrera
Obtuvo su licenciatura en 2014 en la Universidad Nacional de Uzbekistán que lleva el nombre de Mirzo Ulugbek. En 2016, completó su maestría en la misma universidad.
Entre 2014 y 2016, trabajó como especialista principal en el Departamento de Proyectos Sociales y Jurídicos del Consejo Central del Movimiento Social Juvenil Kamolot.
Entre 2016 y 2017, fue especialista principal en el Departamento para el Desarrollo de Relaciones Internacionales y Apoyo a las Organizaciones No Gubernamentales Sin Fines de Lucro del Comité de Mujeres de Uzbekistán.
El 5 de julio de 2017, en la reunión del Consejo Republicano sobre Asuntos Juveniles, fue elegida Vicepresidenta del Consejo Central de la Unión Juvenil de Uzbekistán.
Entre 2018 y 2020, fue Jefa de la Organización Infantil Kamalak.
Desde 2018, es investigadora independiente en la Academia de Administración Pública bajo el presidente de la República de Uzbekistán.
En marzo de 2022, recibió el título de doctora (PhD).
El 10 de julio de 2020, fue nombrada Subdirectora de la recién creada Agencia de Asuntos Juveniles de la República de Uzbekistán.
El 20 de diciembre de 2023, fue nombrada Primera Subdirectora de dicha Agencia.

## Premios
Fue una de las primeras en recibir el Premio Estatal Zulfiya.
En 2020, fue incluida en la lista de los 40 líderes prometedores en instituciones gubernamentales, así como en la lista de las 35 mujeres destacadas en la administración pública y estatal.
En 2021, figuró entre las 40 principales mujeres que trabajan en estructuras estatales, instituciones y grandes organizaciones públicas.
En 2021, fue galardonada con la medalla "Maʼnaviyat aʼlochisi" de la Guardia Nacional de Uzbekistán y la medalla "Xalqlar do‘stligi" del Comité de Relaciones Interétnicas y Enlaces Amistosos con Países Extranjeros bajo el Gobierno de Uzbekistán.
El 30 de junio de 2021, recibió el premio "Do‘stlik" del Presidente de la República de Uzbekistán.